# 997

## Esdeveniments
- 10 d'agost - Espanya: les tropes d'Almansor arrasen Castella i arriben fins a Santiago de Compostel·la, d'on s'enduen les campanes.

## Morts
- Minamoto no Mitsunaka, samurai.
- 23 d'abril - Truso, Ducat de Polònia: Sant Adalbert de Praga, bisbe de Praga i evangelitzador de Prússia.
- 8 de maig - Taizong, 2n emperador de la dinastia Song de la Xina (976-997).